# Scambio di popolazioni tra Grecia e Turchia

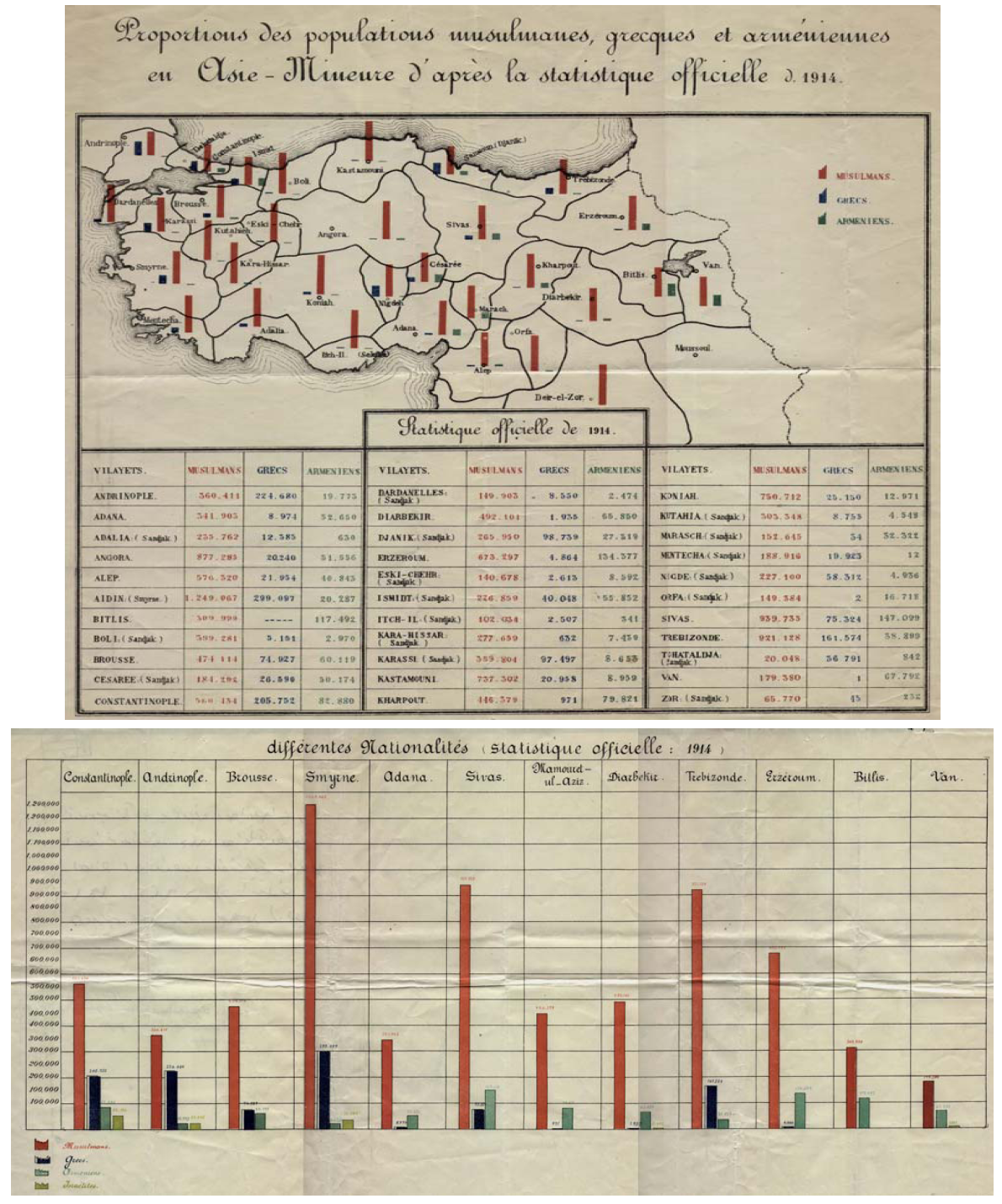
L'archivio di documento Censimento 1914 dell'Impero ottomano.
La popolazione totale (somma di tutti i millet) era di 20.975.345 ab., quella greca nel censimento del 1909 prima delle guerre balcaniche era di 2.833.370 ab. sceso a causa della perdita di terre per la Grecia a 1.792.206 nel censimento 1914, (pubblicato anche da Stanford J. Shaw).

Lo scambio di popolazioni tra Grecia e Turchia ebbe luogo nel 1923 e consistette in due diversi movimenti di popolazione, in direzione opposta: i cristiani dell'Anatolia e della Tracia orientale vennero trasferiti in Grecia, mentre i cittadini greci di fede islamica furono trasferiti in Turchia. 
Tale vicenda coinvolse circa due milioni di persone e fu ufficializzata con il Trattato di Losanna, sottoscritto dai governi greco e turco.

## Le premesse storiche
Le premesse storiche dello scambio di popolazioni fra Grecia e Turchia possono essere fatte risalire al Medioevo. Con la progressiva scomparsa dell'impero bizantino e l'ascesa di quello che sarebbe poi diventato l'impero ottomano, il panorama etnico e religioso dell'Asia minore, di Cipro e della Grecia (nonché dei Balcani) mutò notevolmente.
La progressiva espansione dei turchi comportò il diffondersi dell'Islam in molte terre. Tra il XIV e il XV secolo gli ottomani fanno insediare popolazioni turche nei territori conquistati nei Balcani per diffondere l'Islam in Europa. A cristiani ed ebrei era permesso mantenere la propria fede; la conversione all'Islam, tuttavia, poteva comportare significativi vantaggi dal punto di vista sociale ed economico, il che facilitò il diffondersi della nuova fede.
Fu così che, col passare dei secoli, il panorama etnico e religioso di queste terre diventò molto complesso, tant'è che a volte risultava difficile stabilire chi potesse davvero dirsi turco e chi greco. Nella regione di Trebisonda nel Ponto, sul Mar Nero, ad esempio, sino agli anni Venti del Novecento convivevano due diverse comunità (una di fede musulmana, l'altra cristiana), entrambe di lingua greca. In Cappadocia, invece, esisteva una comunità cristiana (i Karamanlidi) che aveva abbandonato da tempo l'uso del greco in favore del turco ma che continuava ad utilizzare l'alfabeto greco. Sulle coste asiatiche dell'Egeo nonché ad Istanbul erano presenti numerose comunità greche dalla storia millenaria. La stessa Smirne fino al devastante incendio e l'ingresso delle truppe turche in città nel 1922 fu una città cosmopolita dal carattere greco ed europeo.
Allo stesso tempo, a Creta esisteva una folta comunità ellenofona e musulmana, discendente da quei greci che si convertirono dopo la conquista ottomana, e che verso l'Ottocento arrivò a rappresentare quasi la metà della popolazione dell'isola. Anche nel territorio dell'attuale Grecia erano presenti alcune comunità di lingua turca e fede islamica, specie in Tracia.
A seguito della dissoluzione del vecchio impero ottomano, in coincidenza della fine della prima guerra mondiale, la nascita della Turchia moderna determinò un significativo cambiamento degli equilibri nel Vicino Oriente. Fallito il tentativo greco di annessione della regione attorno a Smirne (che era stata promessa alla Grecia al momento della sua entrata in guerra), e in seguito alla catastrofe dell'Asia Minore si giunse al Trattato di Losanna, che ufficializzò lo scambio di popolazioni.

## Il movimento verso la Grecia
Complessivamente circa un milione e mezzo di persone (secondo alcuni autori più di tre milioni) abbandonò le terre dell'attuale stato turco spostandosi, a partire dal 1914 (data d'inizio dell'attuazione del Genocidio greco) fino al 1923, con il Trattato di Losanna alla volta della Grecia. La maggioranza era composta da persone di lingua greca e fede cristiana provenienti dalla regione anticamente nota come Ionia (la regione di Smirne) e dal Ponto (la regione di Trebisonda e Samsun). Vi erano però anche greci provenienti dalla Bitinia e dall'attuale Turchia europea (anche detta Tracia orientale). 
Ad essi si aggiunse una piccola minoranza di lingua turca e fede cristiana originaria della Cappadocia (i karamanlidi).

## Il movimento verso la Turchia
Il movimento verso la Turchia interessò invece circa 300000 persone e, se possibile, fu ancora più eterogeneo. Oltre ai turchi stabilitisi in Grecia, vennero infatti espulse comunità ellenofone, come i membri della comunità islamica di Creta e i vallahadi, alcuni rom di fede islamica, nonché pomacchi, albanesi çam, Dunmeh, e alcuni meglenorumeni di fede islamica abitanti la Tracia occidentale.

## Le "esenzioni"
Il Trattato di Losanna prevedeva che alcune comunità non fossero interessate dallo scambio. Si trattava dei musulmani che vivevano in Tracia occidentale e dei greci che popolavano Istanbul e le due isole di Imbro e Tenedo.
Le due comunità, tuttavia, ebbero dei destini diversi. Mentre la comunità islamica della Tracia ellenica è ancora oggi relativamente numerosa e tutelata, la comunità greca in Turchia conta oggi pochi membri. 
Ripetutamente messi in difficoltà da alcuni provvedimenti dello stato turco (si pensi alla tassa sui guadagni di capitale del 1942 che colpì duramente i greci di Istanbul), quasi tutti i greci di Istanbul, detti anche Romei, hanno ormai abbandonato la città, specie a seguito del cosiddetto "Pogrom d'Istanbul" del 1955 e delle crisi di Cipro del 1964 e del 1974.
Da notare come altre due comunità non vennero interessate dagli scambi. Si tratta della comunità musulmane di Rodi e Coo (al tempo possedimenti italiani del Dodecaneso italiano) e di quella turca di Cipro (al tempo colonia britannica).
Al tempo stesso, non vennero coinvolte nello scambio le comunità greche di fede islamica. Si tratta, in particolare, dei greci del Ponto i quali, tuttavia, andarono poi incontro ad un processo di "turchizzazione", pur mantenendo la loro lingua e le loro tradizioni.

## Conseguenze

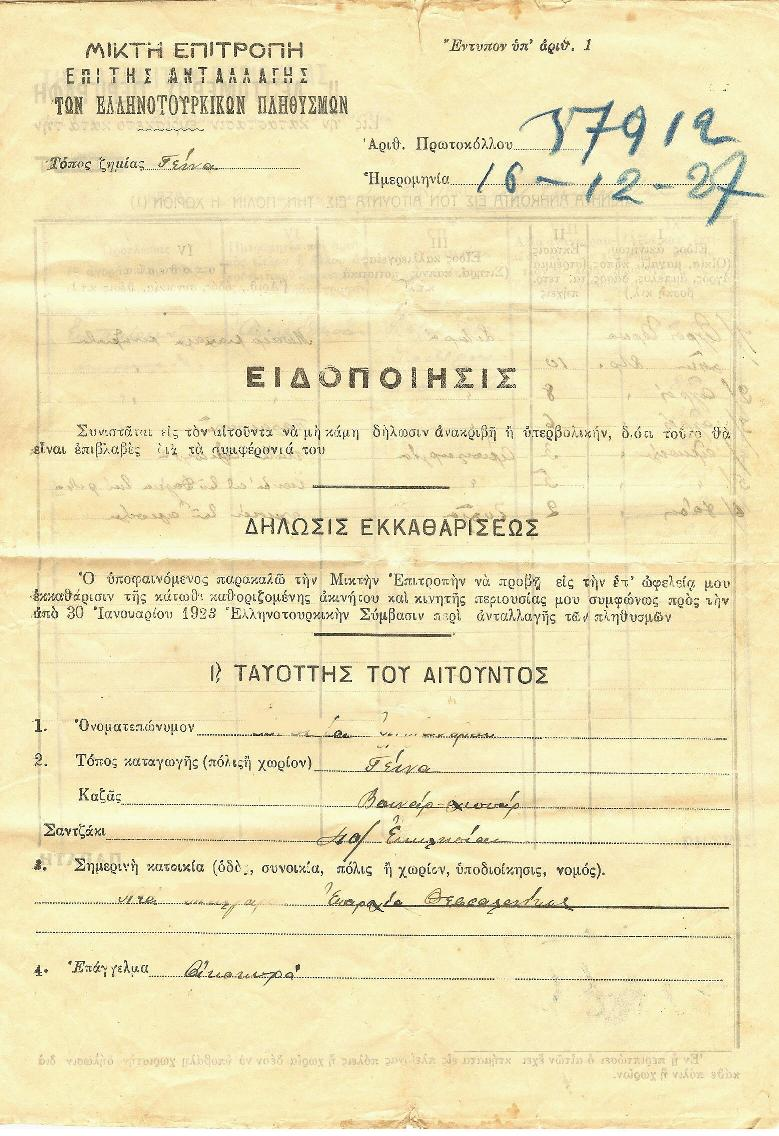
Dichiarazione di proprietà in periodo di scambio da Yena a Salonicco, 16 dicembre 1927

Si trattò della prima volta che la comunità internazionale non solo accettò ma addirittura impose, là dove le minoranze avevano resistito o non erano state travolte dalla violenza della guerra, uno scambio di questa portata, ingigantendo le conseguenze delle deportazioni del periodo precedente.
Va considerato che ciò significò il trasferimento forzato di ben due milioni di persone le cui comunità, in molti casi, vantavano una storia plurisecolare. Esso portò inoltre a processi forzati di ellenizzazione (è il caso dei karamanlidi) e di turchizzazione (è il caso dei greci di fede musulmana). In particolare, determinò la fine della plurimillenaria storia dei greci in Asia minore.
La portata degli eventi per la Grecia fu tale da aver mutato profondamente la vita politica, sociale e culturale dell'intera nazione greca, oltre ai rapporti diplomatici tra la Grecia e la Turchia. In Grecia l'arrivo e l'insediamento dei rifugiati, fin dai primi momenti, creò tensioni sociali ed economiche talmente forti che, nel febbraio del 1923, la Grecia richiese l'intervento della Società delle Nazioni per affrontare i problemi.